# Bataille d'Entzheim
Guerre de Hollande
Batailles
- Groenlo (06-1672)
- Solebay (06-1672)
- Coevorden (06-1672)
- Nimègue(07-1672)
- Groningue (07-1672)
- Saint-Lothain (02-1673)
- Schooneveld (1re) (06-1673)
- Maastricht (06-1673)
- Schooneveld (2de) (06-1673)
- Texel (08-1673)
- Bonn (11-1673)
- Arcey (01-1674)
- Pesmes (02-1674)
- Gray (02-1674)
- Scey-sur-Saône (03-1674)
- Chariez (03-1674)
- Vesoul (03-1674)
- Arbois (03-1674)
- Orgelet (03-1674)
- Besançon (04-1674)
- Dole (05-1674)
- Sinsheim (06-1674)
- Salins (06-1674)
- Belle-Île (06-1674)
- Lure (07-1674)
- Faucogney (07-1674)
- Sainte-Anne (07-1674)
- Fort-Royal (07-1674)
- Seneffe (08-1674)
- Entzheim (10-1674)
- Mulhouse (12-1674)
- Turckheim (01-1675)
- Stromboli (02-1675)
- Fehrbellin (06-1675)
- Salzbach
- Consarbrück
- Alicudi
- Agosta
- Palerme
- Maastricht
- Philippsburg
- Valenciennes
- Cambrai
- Saint-Omer
- Tobago
- La Peene (Cassel)
- Ypres
- Rheinfelden (07-1678)
- Saint-Denis

La bataille d’Entzheim ou bataille d’Entzheim s’est déroulée le 4 octobre 1674 près de la ville d’Entsheim (aujourd’hui en France) pendant la guerre de Hollande entre l’armée française sous le commandement d’Henri de Turenne et l’armée impériale sous le commandement d’Alexandre de Bournonville. Malgré la supériorité numérique des troupes impériales, la bataille se termine par un match nul.

## Contexte

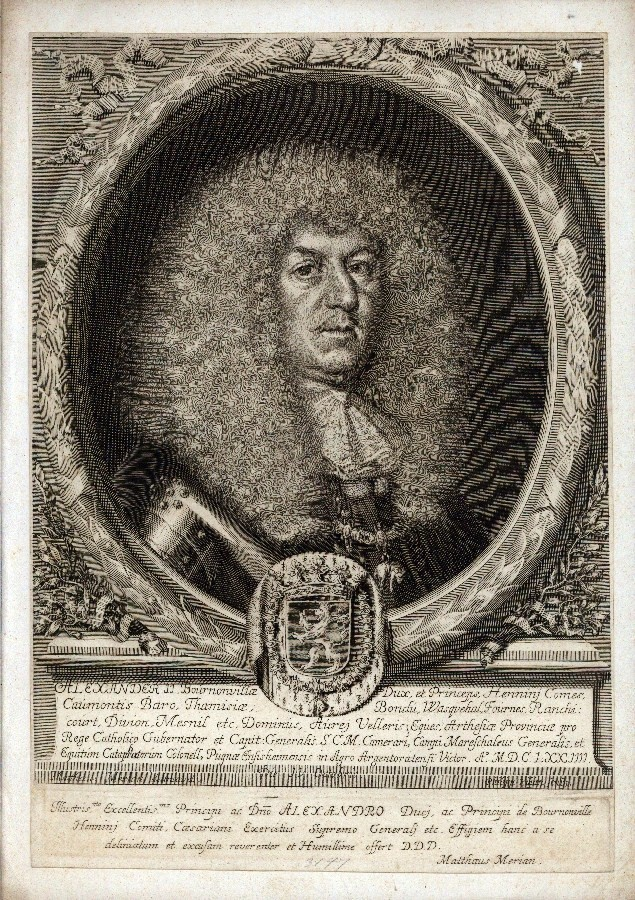
Alexandre de Bournonville

Les troupes impériales sous le commandement d’Alexandre de Bournonville, avec l’aide de la population allemande de Strasbourg, réussissent à traverser le Rhin et à avancer en Alsace. Ils se rassemblent entre le Rhin et les Vosges. L’objectif de l’armée impériale était de bloquer l’accès des Français à la Haute-Alsace. À la tête de l’armée française se trouvait Henri Turenne, chargé d’engager le combat avec les Allemands et d’empêcher l’armée de Bournonville de s’unir à l’armée de Brandebourg à Heilbronn. Bien que son armée fût beaucoup plus faible, Turenne marcha contre l’ennemi à marche forcée.

## La bataille
Le 15 août, les Impériaux se mettent en marche, passent le Rhin à Mayence, le remontent jusqu'à Spire, où ils le passent à nouveau le 17 septembre. Tandis que Turenne sur ordre du roi couvre Saverne et Haguenau, ils franchissent le pont de Kehl le 1er octobre, avec à leur tête Alexandre de Bournonville. La république de Strasbourg, neutre jusqu'ici, les laisse entrer en Alsace. Bournonville établit un camp de 35 000 hommes à Entzheim, au sud de Strasbourg, entre la Bruche et l’Ill.
Turenne ne l’apprend qu’avec retard. Il accourt, passe la nuit du 3 au 4 au château d'Osthoffen et, le 4 octobre, à la tête de 25 000 hommes, il attaque Bournonville. Les Impériaux perdent 3 000 hommes, une dizaine de pièces d’artillerie et 30 drapeaux. Mais ils tiennent leurs positions jusqu’au soir.
Sans être le triomphe que célèbre madame de Sévigné, le combat, très indécis, peut néanmoins être considéré comme favorable à Turenne. À la faveur de la nuit, les Impériaux se replient sur Illkirch.

## Prolongements
Turenne quitte Entzheim et va camper à Marlenheim, entre Saverne et Haguenau. Le 14 octobre, Frédéric Guillaume Ier, électeur de Brandebourg, franchit à son tour le Rhin, avec 20 000 hommes. Ce que Turenne redoutait le plus est arrivé : la guerre s’installe en Alsace. Et les Allemands sont maintenant au nombre de 55 000, avec un point faible cependant : il n’y a pas de véritable unité de commandement.

## Sources
- Jean Bérenger, Turenne, Paris Paris, Fayard,Bussière Camedan Imprimeries, 1987, 613 p. (ISBN 978-2-213-01970-3).
- Jacques Garnier (dir.) et Michéle Battesti (préf. Jean Tulard), Dictionnaire Perrin des guerres et des batailles de l'histoire de France, Paris, Perrin, 2004, 906 p. (ISBN 978-2-262-00829-1).